# Experimentelle Poesie
Die Experimentelle Poesie ist am ehesten mit der Experimentellen Dichtung zu erklären. Sie kann insbesondere mit der Visuellen und der Konkreten Poesie, die ebenfalls experimentell ausgerichtet sind, assoziiert werden.
Die Experimentelle Poesie unterscheidet sich von der Experimentellen Typografie durch die Reduktion auf die grafische Umsetzung, also die Gestaltung mit dem Schwerpunkt im Hinblick auf die Schrift. Anfänglich wurde diese noch mit Handpressen und verschieden großen Lettern im Blei- und Handsatz von Schriftsetzern in Druckereien hergestellt. Im Zeitalter moderner Gestaltungsmedien sollten diese beiden Begriffe unterschieden werden.
Im Elementarbereich kann man experimentelle Poesie mitunter schon bei Kindern in Form von Fingerspielen, Abzählreimen und Kinderliedern vorfinden. Im weitesten Sinne können auch die japanische Haiku- und Tanka-Lyrik dazu gezählt werden.

## Wichtige Vertreter
Ernst Jandl, Hugo Ball, Kurt Schwitters, Guillaume Apollinaire, Arno Holz (z. B. Phantasus), Jürgen Spohn, Valeri Scherstjanoi, Christian Morgenstern (z. B. Galgenlieder), Matthias Claudius, Bertolt Brecht, Ernest Bornemann, Josef Guggenmos, H. C. Artmann, Carlfriedrich Claus